# Eva Katharina Schultz
Eva Katharina Schultz (* 16. Dezember 1922 in Berlin; † 3. März 2007 ebenda) war eine deutsche Schauspielerin und Synchronsprecherin.

## Bühne
Eva Katharina Schultz besuchte nach dem Schulabschluss in Mannheim eine Schauspielschule und erhielt erste Engagements in Gießen, Heidelberg, Bremen, am Wiener Burgtheater und ab 1950 am Schauspielhaus Bochum. 1957 engagierte sie Boleslaw Barlog an die Staatlichen Schauspielbühnen Berlin, wo sie eine künstlerische Heimat fand und viele Jahre zum Ensemble gehörte.
Eine ihrer ersten Berliner Rollen war Lessings Minna von Barnhelm unter der Regie Barlogs. In den Folgejahren arbeitete die mit dem Titel Berliner Staatsschauspielerin geehrte Schauspielerin mit zahlreichen renommierten Regisseuren, so etwa mit Gustav Rudolf Sellner und Hans Schweikart. 1971 spielte sie die Rolle der Winnie in Samuel Becketts Glückliche Tage unter der Regie des Autors selbst.

## Film und Fernsehen
Obwohl das Zentrum ihrer umfangreichen schauspielerischen Tätigkeit die Bühne war, übernahm Eva Katharina Schultz gelegentlich auch Rollen in Film und Fernsehen. So spielte sie neben O. E. Hasse in Solange das Herz schlägt, unter der Regie von Jürgen Roland in dessen Antikriegsfilm Der Transport, im Fernsehfilm Eugenie Marlitt und die Gartenlaube über die gleichnamige Autorin, in Fernsehadaptionen von Bühnenstoffen wie Eugene O’Neills Eines langen Tages Reise in die Nacht und der Schulserie Eine Klasse für sich.

## Synchronsprecherin
Darüber hinaus war Schultz zwischen 1958 und 2000 umfangreich in der Synchronisation tätig und lieh ihre Stimme einer Vielzahl internationaler Filmstars wie
Jeanne Moreau (u. a. in Jules und Jim), Anne Bancroft (in Die Hindenburg), Bette Davis (in Das Geheimnis von Malampur), Yvonne De Carlo (in Die sechs Verdächtigen), Angie Dickinson (in Der Tod eines Killers), Ava Gardner (in Die Bibel), Annie Girardot (in Rocco und seine Brüder), Deborah Kerr (in Die Nacht des Leguan), Janet Leigh (in Botschafter der Angst) sowie Gina Lollobrigida (in Hotel Paradiso).

## Privates
Eva Katharina Schultz war mit dem Schauspielkollegen Rolf Henniger verheiratet.
Am 3. März 2007 starb sie im Alter von 84 Jahren in ihrer Heimatstadt.

## Filmografie
- 1953: Rote Rosen, rote Lippen, roter Wein
- 1957: Kolportage (TV)
- 1958: Solange das Herz schlägt
- 1961: Unseliger Sommer (TV)
- 1961: Der Transport
- 1963: Endspurt (TV)
- 1966: Der Strick (TV)
- 1966: Der Fall der Generale (TV)
- 1968: Heinrich VIII. und seine Frauen (TV)
- 1968: Sich selbst der Nächste (TV)
- 1970: Trauer muß Elektra tragen (TV)
- 1973: Eines langen Tages Reise in die Nacht (TV)
- 1982: Die Gartenlaube (TV)
- 1984: Eine Klasse für sich
- 1988: Ein heikler Fall – Die Goldjungen

## Hörspiele (Auswahl)
- 1953: Franz Essel: Der Nächste bitte! (Dr. Mell) – Regie: Hermann Pfeiffer (NWDR)
- 1957: William Shakespeare: Ein Sommernachtstraum (Helena) – Komposition: Felix Mendelssohn Bartholdy, Regie: Curt Goetz-Pflug (SFB)
- 1959: Friedrich von Schiller: Wilhelm Tell (Gertrud, Stauffachers Gattin) – Regie: Hans Conrad Fischer (SFB)
- 1959: Friedrich von Schiller: Don Carlos (Elisabeth von Valois) (HR)
- 1960: Gotthold Ephraim Lessing: Nathan der Weise (Recha) – Regie: Wilhelm Semmelroth (WDR)
- 1962: Gotthold Ephraim Lessing: Nathan der Weise (Sittah) – Regie: Boleslaw Barlog (SFB)
- 1964: Carl Zuckmayer: Der Hauptmann von Köpenick (Frau Obermüller) – Regie: Boleslaw Barlog (Mitschnitt aus dem Schillertheater, mit Carl Raddatz in der Titelrolle, SFB)
- 1965: Thierry: So ein kleiner Lump! (Antony Brown) – Regie: Rolf von Goth (SFB)
- 1968: Guy de Maupassant: Der Preußen wegen nach Dieppe – Regie: Johannes Hendrich (SFB)
- 1969: Siegfried Lenz: Herr und Frau S. in Erwartung ihrer Gäste (Anne) – Regie: Fritz Schröder-Jahn (NDR / SFB)
- 1969: Friederike Mayröcker: Mövenpink oder 12 Häuser – Regie: Ulrich Gebhardt (Hörspiel – RIAS Berlin)
- 1973: E. T. A. Hoffmann: Klein Zaches genannt Zinnober (Stiftsfräulein von Rosenschön) – Regie: Siegfried Niemann (SFB)
- 1985: Frederic C. Tubach und Florian Steinbiß: Trümmerspiele – Regie: Heinz Dieter Köhler (WDR)